# Zlatna niva
Zlatna niva (bulgariska: Златна нива) är ett distrikt i Bulgarien.   Det ligger i kommunen Obsjtina Kaspitjan och regionen Sjumen, i den nordöstra delen av landet, 300 km öster om huvudstaden Sofia.
Trakten runt Zlatna niva består till största delen av jordbruksmark. Runt Zlatna niva är det ganska tätbefolkat, med 100 invånare per kvadratkilometer.